# Verdinha FM
A Verdinha FM, anteriormente identificada como Rádio Verdes Mares, é uma estação de rádio comercial brasileira de Fortaleza, Ceará, que opera na frequência de 92,5 MHz em FM. De propriedade do Sistema Verdes Mares (SVM), cujo prédio, localizado no bairro Dionísio Torres, abriga o estúdio e os equipamentos transmissores, produz programação generalista focada em jornalismo e cobertura esportiva, além de transmitir programas de entretenimento e seleções musicais.

## História
A Rádio Verdes Mares iniciou suas transmissões em 20 de julho de 1956 operando na frequência de 1 410 kHz, enquanto a inauguração oficial ocorreu no dia 28. Foi a terceira emissora de rádio cearense do Diários Associados, conglomerado presidido pelo jornalista Assis Chateaubriand, que detinha o controle da Ceará Rádio Clube, também em Fortaleza, e da Rádio Araripe, no Crato; outra estação associada, a Rádio Tamoio do Rio de Janeiro, foi responsável pelo requerimento da outorga, concedida pelo governo brasileiro no final de 1955.
Criada pelos Associados para reforçar o enfrentamento à concorrência em Fortaleza, que contava com mais duas estações, a Rádio Verdes Mares tinha em sua programação atrações musicais, esportivas e noticiosas. Seu estúdio foi instalado no quarto andar do Edifício Pajeú, no Centro da cidade, onde a Ceará Rádio Clube ocupava os dois primeiros andares, e seu parque de transmissão foi instalado no bairro Papicu. A estação funcionava como uma extensão da Ceará Rádio Clube, dada a sua importância para profissionais e populares, que ao mesmo tempo compartilhava locutores com a coirmã.
Em 1958 o jornalista e ex-prefeito de Fortaleza Paulo Cabral de Araújo deixou os Diários Associados, onde havia dirigido alguns veículos, e obteve como indenização pelo trabalho prestado ao grupo o controle da Rádio Verdes Mares. Sob nova gestão, a estação recebeu investimentos no jornalismo e contratou profissionais das concorrentes, tendo servido também como um instrumento político para integrantes da União Democrática Nacional, ligados a Araújo. Não demoradamente ele deixou o comando da estação, que, sem anunciantes, entrou em crise e aderiu a uma programação restritamente musical, sendo a primeira a adotar este formato em Fortaleza. José Júlio Cavalcante, radialista com experiência em outras estações da cidade e que esteve anteriormente no departamento de publicidade da Rádio Uirapuru, assumiu sua direção e reforçou o jornalismo.
Em julho de 1962 o industrial Edson Queiroz, um dos acionistas da Rádio Verdes Mares, a adquiriu de um grupo político que a controlava naquele período, marcando a criação do que viria a ser o Sistema Verdes Mares. Transferiu-a em 1963 para o prédio de sua empresa Norte Gás Butano e, depois, a um espaço construído ao lado do parque transmissor. No início dos anos 1970, com a fundação da TV Verdes Mares, o SVM foi expandido, resultando na criação de um prédio para o grupo no bairro Estância Castelo, atual Dionísio Torres, onde a estação de rádio foi instalada. Uma comunidade formada na região próxima à sede passaria a ser denominada Verdes Mares.
No decorrer dos anos investiu-se intensivamente no jornalismo político e de utilidade pública, tendo sido criados boletins de notícias com veiculação na programação a cada 30 minutos na voz de Mardônio Sampaio. Dentre outros investimentos para alavancar a audiência da Rádio Verdes Mares, foi colocado em prática um projeto com o radialista Narcélio Limaverde, realizado aos sábados, em que um bairro de Fortaleza era escolhido para a montagem de um estúdio móvel em um caminhão.
Em 1973 a Rádio Verdes Mares contratou a equipe esportiva da Rádio Assunção Cearense, voltando a investir após anos na cobertura futebolística. Com a chegada dos profissionais o departamento de esportes foi chefiado por Paulino Rocha até sua morte, em 1979, assumindo então Gomes Farias, que por quase quatro décadas foi a principal figura esportiva da estação até sua demissão, em 2018. A cobertura esportiva ganhou tamanha popularidade que levou a estação a criar o Clube do Torcedor, um programa de distribuição de carteiras dos times para torcedores. A partir da Copa do Mundo de 1978 passou a ter transmissão própria do evento. Em 1980 deslocou sua transmissão para a frequência de 810 kHz, e nos anos seguintes figurou nas primeiras posições no ranking de audiência das estações em AM, chegando à liderança no final dos anos 1980.

Logotipo utilizado pela estação entre meados dos anos 2000 e 2016

No início da década de 2000, por iniciativa do então diretor superintendente do SVM Mansueto Barbosa, alguns programas da Rádio Verdes Mares passaram a ser adaptados para exibição na TV Diário, estação recém-criada pelo grupo em Fortaleza, entre os quais o Nas Garras da Patrulha, humorístico policial que obteve êxito junto ao público no decorrer dos anos. Em 12 de junho de 2006, em comemoração aos 50 anos de inauguração, a estação passou a constituir uma rede de rádio via satélite inicialmente com 21 emissoras afiliadas. Integram a rede também emissoras próprias: uma em Barbalha, que sucedeu a Rádio Cetama, comprada em 2012, e outra em Sobral, oriunda da Rádio Caiçara, que foi integrada à rede em 17 de agosto de 2014. Ambas deixaram de repetir a programação de Fortaleza em outubro de 2020, retornando em agosto de 2022.
Em 7 de novembro de 2013 a então presidente da República Dilma Rousseff assinou um decreto que permitiu às estações de rádio do Brasil operantes na faixa de AM migrarem para a de FM. A Rádio Verdes Mares esteve incluída numa relação do Ministério das Comunicações de estações comerciais do país que apresentaram requerimento de uma outorga de frequência modulada, divulgada em maio de 2014. Em abril de 2016 a estação teve inauguradas novas instalações e equipamentos visando sua migração para a FM.
Em 14 de março de 2022, após um processo de reformulação que ampliou a presença do jornalismo na programação, a Verdinha passou a ter parte de seus horários transmitidos simultaneamente na TV Diário, num projeto de sinergia com a emissora e o jornal Diário do Nordeste. Em 7 de março de 2023 iniciou suas transmissões pela frequência de 92,5 MHz em FM, que havia sido ativada em 28 de fevereiro em caráter experimental; a migração foi a primeira ocorrida em Fortaleza. A estação desativou os 810 kHz em 25 de agosto do mesmo ano.

## Programas e comunicadores
A Verdinha FM produz programação generalista com foco em jornalismo e cobertura esportiva, além de transmitir programas de entretenimento e seleções musicais. O jornalismo é formado pelos programas diários Bom Dia Nordeste, Conexão Verdinha, A Hora da Verdinha e Verdinha Notícias. 30 minutos do Bom Dia Nordeste são destinados ao Rádio Notícias, o mais antigo noticioso do Ceará, surgido no fim da década de 1950. A cobertura esportiva é realizada sob a marca crossmedia Jogada, que engloba também conteúdos no Diário do Nordeste e na TV Diário, através de três edições diárias pelas manhãs, tardes e noites, além das transmissões de partidas de futebol envolvendo clubes cearenses; aos domingos é levado ao ar o Domingo Esportivo. Na área do entretenimento são veiculados Bafulê, apresentado diariamente desde 2022 por João Inácio Júnior, que comandou anteriormente uma atração com seu nome durante quarenta anos, e Conversa com o Tom, aos domingos.